# 乔建军 (1963年)
乔建军（别名李峰，1963年11月3日—），河南商水人，中华人民共和国大型国有企业领导、地方人大代表，曾任中储粮河南周口直属库主任。2011年携公款潜逃至美国，后被国际刑警组织列入红色通缉令名单。2015年3月，乔建军及其前妻赵世兰因涉嫌移民欺诈及洗黑钱，在美国华盛顿州被逮捕，并被洛杉矶联邦检察官办公室起诉。

## 生平

### 早年经历
1963年11月3日，乔建军出生于河南省商水县。1998年，他开始担任中储粮周口直属库原主任。在任期间，他利用中储粮周口直属库一些基建项目承包、大件物品采购等时机侵吞公款，取得7亿元人民币的不法所得，其中约5000万美元转移到美国。他也是周口市人大代表，2009年曾获得河南省首届“河南省青年企业家管理创新奖”。

### 逃往美国
根据美国的起诉文件显示，在2008年5月，乔建军的前妻赵世兰于2008年5月签署移民申请文件，利用虚假资料申请EB-5投资移民项目办理了赴美手续。2009年10月20日，赵收到了投资移民的I-51签证，乔收到投资移民配偶的I-52签证。2011年11月，乔建军携贪污来的3亿多元人民币，在得知上级部门决定别人接替其主任职务之下，潜逃美国。赵世兰向美国移民局谎称向美国企业投资50万美元，但事实上，她的50万美元没有投资到任何项目，这笔钱被用于购买西雅图郊区的一栋住宅。
乔建军及前妻赵世兰在美国拥有两处房产，一处位于紐卡斯爾，目前沒有住人迹象；另一处则位于貝爾維尤，该房屋于2011年1月13日由趙世蘭接手，2013年11月6日過戶到趙世蘭名下。另外，赵世兰还在加拿大不列颠哥伦比亚省有一家企業和兩處地產。而乔建军房产所在地则临近微软创始人保罗·艾伦和比尔·盖茨的住所。

### 被通缉
2015年4月，国际刑警组织中国国家中心局（公安部国际合作局）公布了100名涉嫌经济犯罪的外逃官员及相关涉案人员的名单，其中就包括了位列第三的乔建军。而事实上，早在2011年11月14日，河南省周口市人民检察院对乔建军的犯罪问题进行了立案侦查，并被国际刑警组织列入红色通缉令名单，其在国际刑警组织的红色通缉令号码为A-6911/11-2011，而他还以李峰的名义办理了身份证和护照，这相当于乔建军同时拥有两张身份证及两本护照。

### 被美国检察官起诉
2015年3月17日，美国司法部称，乔建军及前妻赵世兰因涉嫌移民欺诈及洗黑钱，在美国华盛顿州被逮捕，并被洛杉矶联邦检察官办公室起诉。其中赵世兰已经被美国被捕，羁押于西雅图监狱，不得保释，但乔建军仍然在逃，被美国当局通缉。
4月27日，洛杉磯聯邦法院开庭审理了乔建军的前妻赵世兰案，法官簽署命令并批准檢方和辯方達成的第一宗保釋協議，赵將以約40萬美元交保，其中包括37萬4000美元財產抵押和2萬5000美元現金。
5月18日，乔建军的前妻赵世兰在洛杉矶加州中区联邦法院的听证会上首次出庭应讯，赵世兰当庭否认被控罪名。在听证会结束后，赵世兰快速躲避，甚至出手推打记者以阻止记者拍照。洛杉矶加州中区联邦法院计划于7月中对此案进行审理，一旦罪名成立，赵世兰将会面临最长25年的刑期，也有可能被遣返，并被禁止再入境美国。由于中美双方没有签署司法引渡协议，故有律师认为美方更有可能以“驱逐出境”的名义，将赵送回中国。
2020年6月1日，美国司法部宣布喬建軍已从瑞典引渡至美国洛杉矶。

## 相关回应
2015年3月19日，中华人民共和国外交部发言人洪磊就乔建军仍在外逃时表示，中美双方在反腐败追逃追赃方面的合作正在不断加强，这些外逃腐败分子终究逃脱不了法律的制裁。